# NGC 5233
NGC 5233 ist eine 14,0 mag helle Spiralgalaxie mit aktivem Galaxienkern vom Hubble-Typ Sab im Sternbild der Jagdhunde am Nordsternhimmel. Sie ist schätzungsweise 357 Millionen Lichtjahre von der Milchstraße entfernt und hat einen Durchmesser von etwa 145.000 Lj.

Im selben Himmelsareal befinden sich u. a. die Galaxien NGC 5223, NGC 5228, NGC 5240.
Das Objekt wurde am 3. Mai 1785 von Wilhelm Herschel mit einem 18,7-Zoll-Spiegelteleskop entdeckt, der sie dabei mit „vF, vS, in the field with III.407.408“ beschrieb. Bei den beiden anderen genannten Objekten handelt es sich um NGC 5223 und NGC 5228.